# Toba fasciculata
Toba fasciculata är en insektsart som beskrevs av Schmidt 1911. Toba fasciculata ingår i släktet Toba och familjen dvärgstritar. Inga underarter finns listade i Catalogue of Life.